# José de Rivadeneyra
José de Rivadeneyra y Tejada (Lambayeque, 6 de enero de 1761-Lima, 20 de agosto de 1841) fue un comerciante y militar peruano. Prócer de la Independencia de Hispanoamérica. Acaudalado comerciante, en 1807 viajó a Europa por negocios. En España se vinculó con un grupo de conspiradores americanos y puso su dinero al servicio de la causa revolucionaria. Apresado y condenado a cadena perpetua en 1809, cumplió nueve años de su pena en cárceles de Cádiz y Barcelona, hasta que fue liberado durante una revuelta popular, en 1820. De regreso a su patria, se enroló en el Ejército Libertador y luchó por la independencia del Perú. Posteriormente fue ministro de Guerra (1831) y diputado por Lambayeque (1833).

## Biografía
Hijo de Nicolás Rivadeneyra y Justa Tejada. Desde muy joven se dedicó al comercio, logrando amasar una gran fortuna. Con la intención de ampliar sus operaciones mercantiles, partió hacia Europa en 1807.
Pasó por Chile, donde hizo amistad con los patriotas Manuel de Salas y Juan Martínez de Rozas, quienes a su vez le introdujeron en su círculo de amistades de Buenos Aires. Llegó a esta ciudad, hallándola alborotada por la conducta del virrey Santiago Liniers. Algunos patriotas bonaerenses más decididos, como Manuel Belgrano, Juan José Castelli y Juan José Paso, le dieron la comisión de hacer valer los créditos de los americanos en España en contra de Liniers, lo que consiguió, siendo este reemplazado por Baltasar Hidalgo de Cisneros.
Encontró a España en plena guerra contra los invasores franceses. En Cádiz se vinculó con un grupo de patriotas americanos, quienes, organizados en sociedades secretas, se dedicaban a conspirar para lograr la independencia de la América española. Entre ellos estaba José de San Martín. Apoyó a la causa revolucionaria americana, haciendo de secretario y banquero, pues tenía depósitos de dinero en Cádiz y en Londres, los cuales ascendían a 78 000 y 95 621 pesos, respectivamente.
Pero fue denunciado y apresado en 1809, siendo procesado por un  consejo de guerra y sentenciado a cadena perpetua. Todos sus bienes fueron embargados. Fue encarcelado en la prisión de las Cuatro Torres, en el Arsenal de la Carraca de Cádiz, donde conoció a otro prisionero ilustre, el prócer venezolano Francisco de Miranda. Estuvo en dicho presidio cuatro años, dos meses y catorce días. Luego fue transferido a la torre de Barcelona, donde estuvo diecisiete meses, y de allí pasó a la prisión de Canaletas, donde permaneció cuatro años. Fue liberado por el pueblo de Barcelona al producirse el retorno a la Constitución liberal, en marzo de 1820. Se le ofreció el título de coronel de milicias, pero no aceptó y se embarcó rumbo a Perú, pasando por Buenos Aires y Chile.
En enero de 1821 se presentó ante San Martín, en el cuartel general de Huaura. El Libertador, que era su viejo amigo, lo nombró su ayudante de campo (4 de marzo) y lo ascendió a general de brigada (22 de octubre). Durante la campaña libertadora se le encomendó diversas misiones. Fue nombrado presidente del departamento de Huaylas. Y fue asociado a la Orden del Sol (12 de diciembre).
Durante la dictadura de Bolívar fue nombrado gobernador del Callao, que todavía se encontraba en poder de los realistas. En mérito a sus servicios se le otorgó la medalla del Ejército Libertador.
Ya libre el Perú de toda influencia extranjera, se puso al servicio de la República peruana. El 6 de junio de 1829, tras la caída del presidente José de La Mar, fue nombrado ministro de Guerra, cargo que ejerció sucesivamente bajo los gobiernos provisorios de Antonio Gutiérrez de la Fuente y Agustín Gamarra. Cuando este último se legitimó e inició su primer gobierno constitucional, permaneció en dicha función, hasta el 16 de abril de 1831, cuando renunció a raíz de la expulsión del vicepresidente La Fuente, tras una asonada promovida por la esposa de Gamarra, la célebre Mariscala.
En 1833 fue elegido diputado por Lambayeque ante la Convención Nacional, que lo ascendió a general de división, el 20 de diciembre de 1833. Brindó su apoyo al presidente provisorio Luis José de Orbegoso, elegido por dicha asamblea. Al establecerse la Confederación Perú-Boliviana en 1836, fue nombrado inspector general del ejército. Tras la caída de la Confederación, fue borrado del escalafón el 25 de marzo de 1839. Murió en 1841, sumido en el olvido.